# U Vaňků
U Vaňků je přírodní památka západně od obce Bystřička v okrese Vsetín. Důvodem ochrany je listnatý les s přirozenou skladbou dřevin a přilehlé louky s bohatou populací ladoňky karpatské (Scilla kladnii).

## Galerie

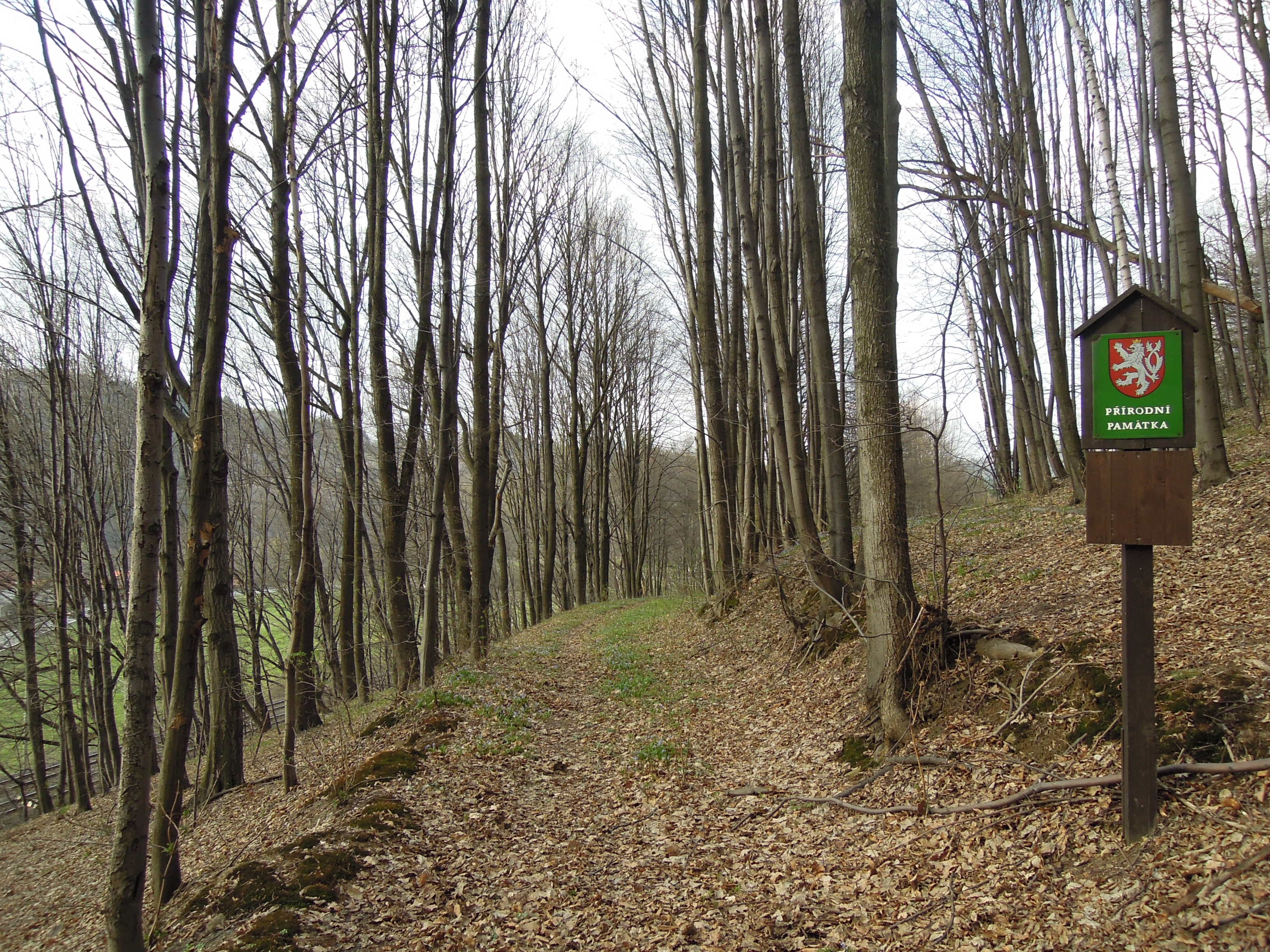
Lesní porost U Vaňků
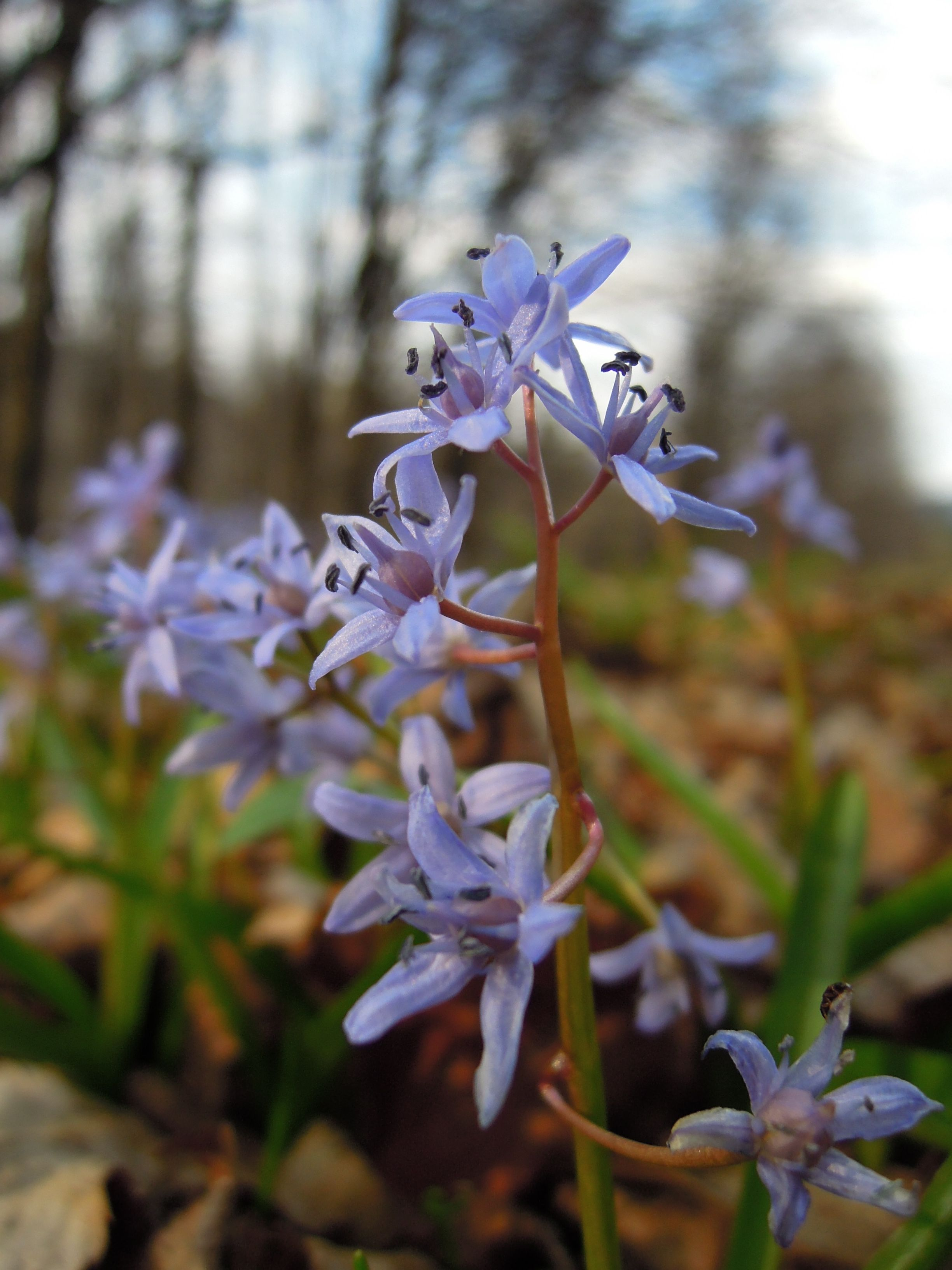
Ladoňka karpatská
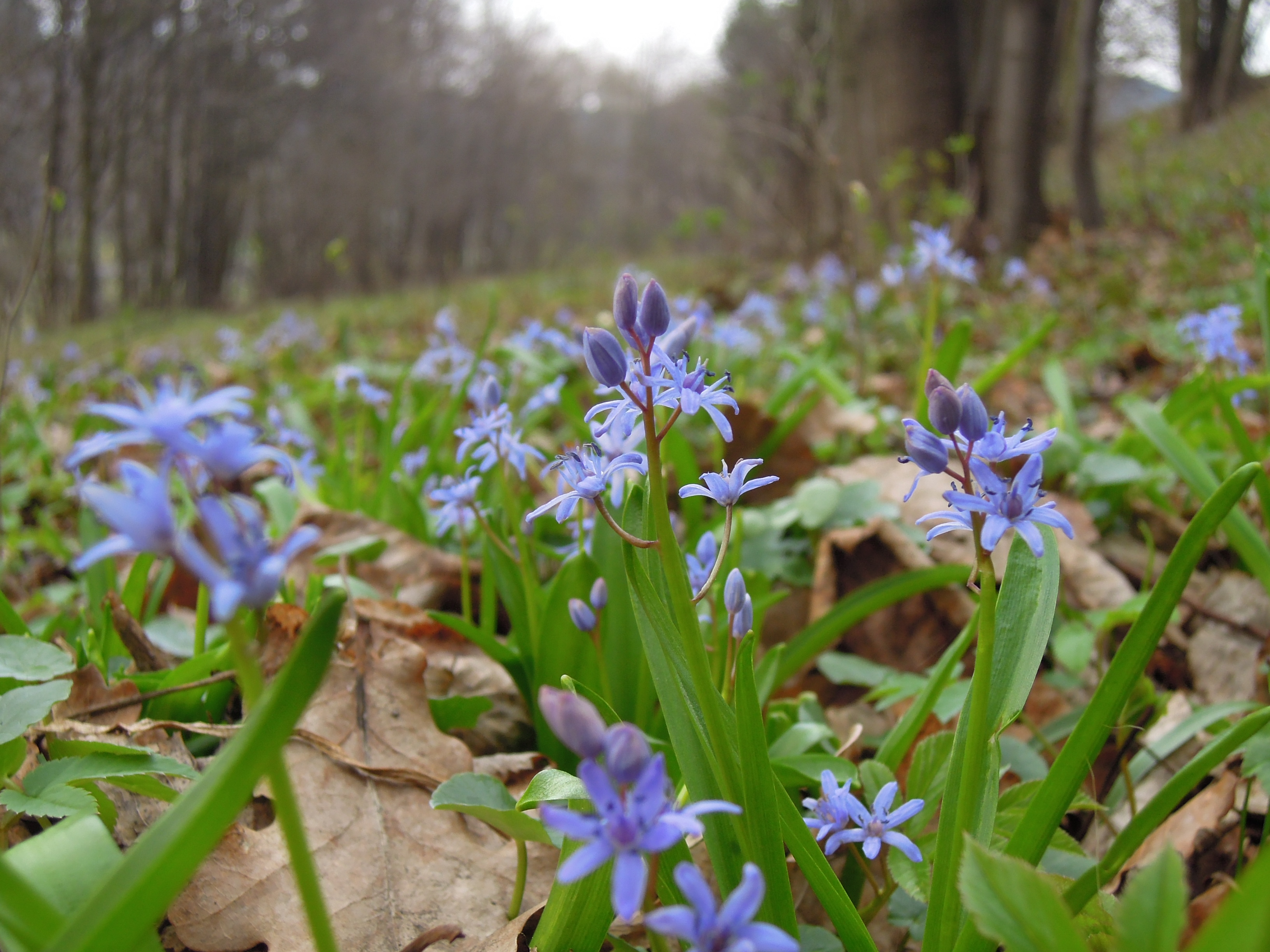
Ladoňky karpatské
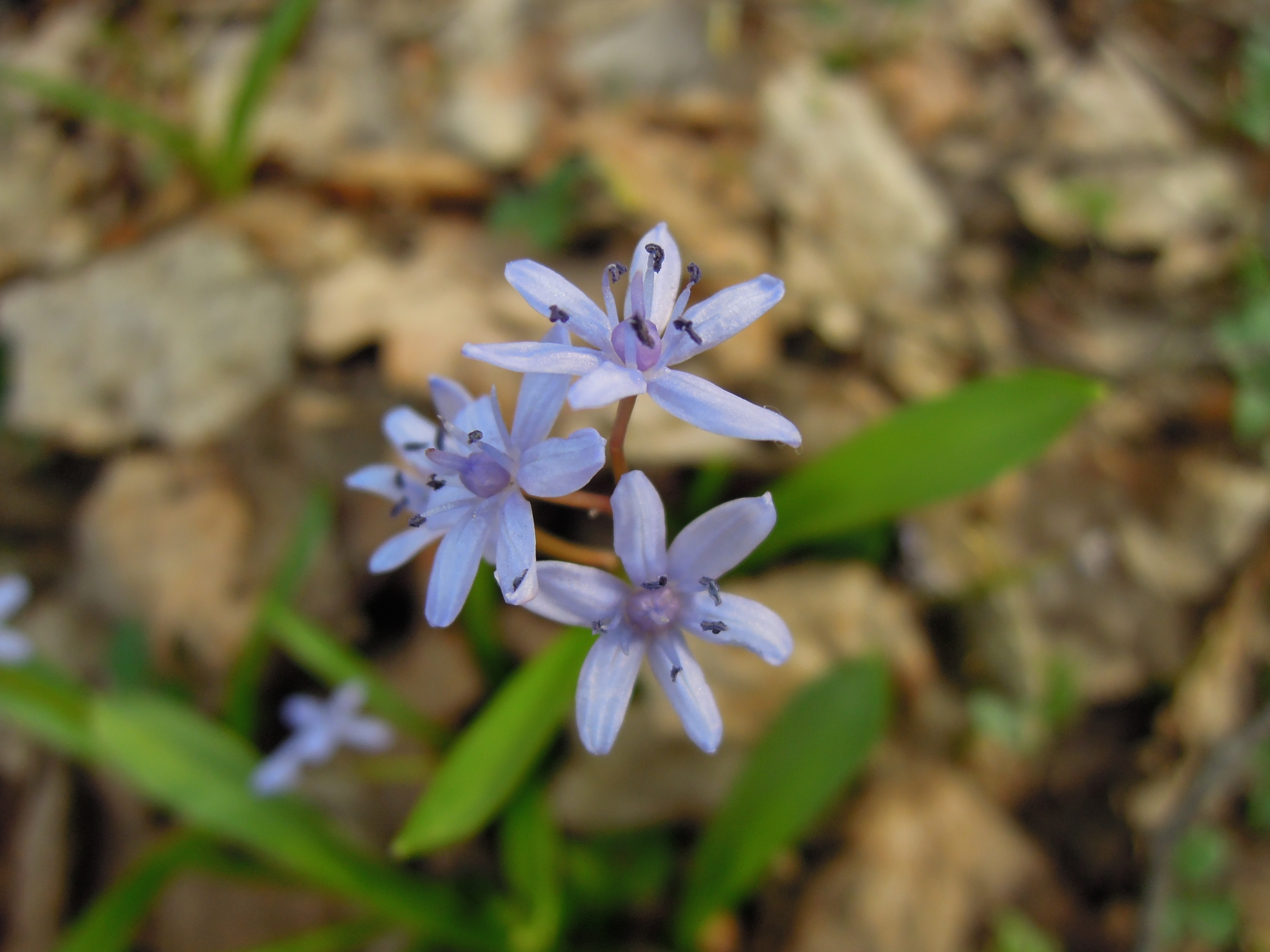
Ladoňka karpatská